# Detroit Pistons 1989-1990
La stagione 1989-90 dei Detroit Pistons fu la 41ª nella NBA per la franchigia.
I Detroit Pistons vinsero la Central Division della Eastern Conference con un record di 59-23. Nei play-off vinsero il primo turno con gli Indiana Pacers (3-0), la semifinale di conference con i New York Knicks (4-1), la finale di conference con i Chicago Bulls (4-3), vincendo poi il titolo battendo nella finale NBA i Portland Trail Blazers (4-1).

## Classifica
| Squadra             | V  | P  | %    | GB |
| ------------------- | -- | -- | ---- | -- |
| Detroit Pistons C   | 59 | 23 | 72,0 | -  |
| Chicago Bulls       | 55 | 27 | 67,1 | 4  |
| Milwaukee Bucks     | 44 | 38 | 53,7 | 15 |
| Cleveland Cavaliers | 42 | 40 | 51,2 | 17 |
| Indiana Pacers      | 42 | 40 | 51,2 | 17 |
| Atlanta Hawks       | 41 | 41 | 50,0 | 18 |
| Orlando Magic       | 18 | 64 | 22,0 | 41 |

## Roster
| \| Pos. \| Num. \| Naz. \| Nome \| Altezza \| Peso \| Data nascita \| Provenienza \| \| ---- \| ---- \| ---- \| ----------------- \| ------- \| ------ \| ------------ \| --------------------------- \| \| AP \| 23 \| \| Aguirre, Mark \| 198 cm \| 105 kg \| 10-12-1959 \| DePaul \| \| C \| 0 \| \| Bedford, William \| 213 cm \| 102 kg \| 14-12-1963 \| Memphis \| \| G \| 4 \| \| Dumars, Joe \| 191 cm \| 86 kg \| 24-05-1963 \| McNeese State \| \| C \| 53 \| \| Edwards, James \| 216 cm \| 102 kg \| 22-11-1955 \| Washington \| \| AG \| 33 \| \| Greenwood, Dave \| 206 cm \| 101 kg \| 27-05-1957 \| UCLA \| \| AG \| 35 \| \| Hastings, Scott \| 208 cm \| 107 kg \| 03-06-1960 \| Arkansas \| \| P \| 12 \| \| Henderson, Gerald \| 188 cm \| 79 kg \| 16-01-1956 \| Virginia Commonwealth \| \| G \| 15 \| \| Johnson, Vinnie \| 188 cm \| 91 kg \| 01-09-1956 \| Baylor \| \| C \| 40 \| \| Laimbeer, Bill \| 211 cm \| 111 kg \| 19-05-1957 \| Notre Dame \| \| AP \| 10 \| \| Rodman, Dennis \| 203 cm \| 95 kg \| 13-05-1961 \| Southeastern Oklahoma State \| \| AG/C \| 22 \| \| Salley, John \| 211 cm \| 104 kg \| 16-05-1964 \| Georgia Tech \| \| P \| 11 \| \| Thomas, Isiah (C) \| 185 cm \| 82 kg \| 30-04-1961 \| Indiana \| | Allenatore - Chuck Daly Assistente/i - Brendan Malone (Vice-allenatore) - Brendan Suhr (Vice-allenatore) - Mike Abdenour (Preparatore atletico) Legenda - (C) Capitano - (FA) Free agent - (S) Sospeso - (TW) Contratto Two-way - (GL) Assegnato a squadra G League affiliata - Infortunato Roster • Transazioni · Ultima transazione: 27 giugno 1990 |                        |                   |         |        |              |                             |
| Pos. | Num. | Naz.                   | Nome              | Altezza | Peso   | Data nascita | Provenienza                 |
| AP | 23 | Stati Uniti (bandiera) | Aguirre, Mark     | 198 cm  | 105 kg | 10-12-1959   | DePaul                      |
| C | 0 | Stati Uniti (bandiera) | Bedford, William  | 213 cm  | 102 kg | 14-12-1963   | Memphis                     |
| G | 4 | Stati Uniti (bandiera) | Dumars, Joe       | 191 cm  | 86 kg  | 24-05-1963   | McNeese State               |
| C | 53 | Stati Uniti (bandiera) | Edwards, James    | 216 cm  | 102 kg | 22-11-1955   | Washington                  |
| AG | 33 | Stati Uniti (bandiera) | Greenwood, Dave   | 206 cm  | 101 kg | 27-05-1957   | UCLA                        |
| AG | 35 | Stati Uniti (bandiera) | Hastings, Scott   | 208 cm  | 107 kg | 03-06-1960   | Arkansas                    |
| P | 12 | Stati Uniti (bandiera) | Henderson, Gerald | 188 cm  | 79 kg  | 16-01-1956   | Virginia Commonwealth       |
| G | 15 | Stati Uniti (bandiera) | Johnson, Vinnie   | 188 cm  | 91 kg  | 01-09-1956   | Baylor                      |
| C | 40 | Stati Uniti (bandiera) | Laimbeer, Bill    | 211 cm  | 111 kg | 19-05-1957   | Notre Dame                  |
| AP | 10 | Stati Uniti (bandiera) | Rodman, Dennis    | 203 cm  | 95 kg  | 13-05-1961   | Southeastern Oklahoma State |
| AG/C | 22 | Stati Uniti (bandiera) | Salley, John      | 211 cm  | 104 kg | 16-05-1964   | Georgia Tech                |
| P | 11 | Stati Uniti (bandiera) | Thomas, Isiah (C) | 185 cm  | 82 kg  | 30-04-1961   | Indiana                     |

### Regular season
|  | Denota le partite vinte |
|  | Denota le partite perse |

### Play-off
|  | Denota le partite vinte |
|  | Denota le partite perse |

| Campione NBA 1990         |
| ------------------------- |
| Detroit Pistons 2º titolo |

## MVP delle Finali
- #11 Isiah Thomas, Detroit Pistons.

## Hall of famer

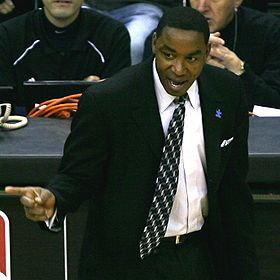
1. 11 Isiah Thomas, Detroit Pistons.

| NBA Finals | Atleta        | Squadra         | Anno |            |
| ---------- | ------------- | --------------- | ---- | ---------- |
| Giocatore  | Isiah Thomas  | Detroit Pistons | 2000 | Giocatore  |
| Giocatore  | Joe Dumars    | Detroit Pistons | 2006 | Giocatore  |
| Giocatore  | Dennis Rodman | Detroit Pistons | 2011 | Giocatore  |
| Allenatore | Chuck Daly    | Detroit Pistons | 1994 | Allenatore |